# Borsnicz
Borsnicz (Borsznica) – polski herb rycerski, zaginiony po XV wieku.

## Opis herbu
Opis zgodny z regułami blazonowania, zaproponowany przez Józefa Szymańskiego: 
Pole szachowane błękitno-srebrne, trzyrzędowe w pięć cegieł (lub gontów).

## Najwcześniejsze wizerunki
Herb rycerstwa śląskiego, osiadłego także w Wielkopolsce i na Rusi Czerwonej. Wzmiankowany w źródłach pisanych w 1449. Zaginął w XV wieku (Inscriptiones clenodialis). Według Heymowskiego herb ten pojawił się w Herbarzu Złotego Runa jako Klepzig, zaś według Semkowicza, herb ten ma takie samo godło i zawołanie jak herb Bybel.

## Etymologia
Obie nazwy herbu mają być pochodzenia przezwiskowego, mające odniesienie w nazwie osobowej. Z drugiej strony istnieje staroruskie słowo borośбno, oznaczające mąkę.

## Herbowni
Tadeusz Gajl spekuluje, że był to herb własny, czyli prawo do jego używania miała rodzina o nazwisku Borsnicz. Faktycznie istniała śląska rodzina rycerska o takim nazwisku